# António Homem Machado de Figueiredo de Abreu Castelo Branco
António Homem Machado de Figueiredo de Abreu Castelo Branco (4 de Abril de 1871 - 25 de Julho de 1969), 1.º Conde de Vinhó e Almedina, foi um empresário agrícola português.

## Família
Filho secundogénito (o primogénito morreu em vida do pai) de José Homem Machado de Figueiredo Leitão, 1.º Barão, 1.º Visconde e 1.º Conde de Caria, e de sua segunda mulher Emília de Meneses de Abreu Castelo Branco, irmã do 1.º Visconde de Fornos de Algodres e 1.º Conde de Fornos de Algodres.

## Biografia
Foi Proprietário.
O título de 1.º Conde de Vinhó e Almedina, que renovou o título de Almedina e o associou ao de Vinhó a favor do marido da herdeira daquele título, foi-lhe concedido por Decreto de 9 de Maio de 1906 de D. Carlos I de Portugal, e a sua dupla designação resulta de a primeira mulher do 1.º Conde de Vinhó ter sido a filha primogénita herdeira do título e 2.ª Condessa de Almedina.
Foi o último dos titulares da Monarquia a falecer.

## Casamentos
Casou primeira vez com Luísa Guimarães Guedes (4 de Abril de 1874 - Lisboa, 27 de Maio de 1921), 2.ª Condessa de Almedina, que foi senhora de notáveis dotes artísticos como pintora amadora, filha primogénita e herdeira do 1.º Conde de Almedina e de sua segunda mulher, sem geração.
Casou segunda vez com Maria Alexandrina Dias Monteiro, sem geração.
Casou terceira vez com Florinda Fragoso (? - 21 de Outubro de 1976), sem geração.